# Ácido cólico
El ácido cólico es un ácido biliar, una sustancia blanca cristalina insoluble en agua, con un punto de fusión de 200-201 °C. Las sales del ácido cólico se denominan colatos. El ácido cólico es uno de los dos principales ácidos biliares que se producen en el hígado de los humanos sintetizado a partir del colesterol. Es soluble en alcohol y en ácido acético. Forma un conjugado con el aminoácido taurina, dando lugar a ácido taurocólico.
El ácido cólico y el ácido quenodesoxicólico son los ácidos biliares humanos más importantes. Otros mamíferos sintetizan primordialmente el ácido desoxicólico.
- El ácido cólico también se denomina 3α,7α,12α-trihidroxi-5β-ácido colánico.
- Su fórmula química simple es: C24H40O5.
- Su fórmula lineal simplificada es :C[C@@]34[C@] (CC[C@@H]4[C@@H] (CCC(O)=O)C) ([H])[C@]2([H]) [C@H](O)C[C@]1 ([H])C[C@H](O) CC[C@@](C)1[C@] ([H])2C[C@@H]3O